# Condado de Cerdaña
El condado de Cerdaña fue uno de los constituidos en el territorio denominado Marca Hispánica. En sus orígenes, el condado de Cerdaña estuvo formado por el alto valle del Segre.

## El dominio franco y la unión a Urgel
A principios del siglo IX, tras la conquista del territorio por los francos, que puso fin al dominio árabe, el condado de Cerdaña fue gobernado por Borrell de Osona, que también era conde de Urgel (798?-812), que estaba bajo la autoridad de los condes de Tolosa. Tras el gobierno de Borrell, los condados de Urgel y Cerdaña fueron regidos por los condes aragoneses Aznar I Galíndez y su hijo Galindo I Aznárez. El 844, estos dos condados fueron concedidos a Sunifredo de Urgel-Cerdaña, a quien  se le atribuye ser hijo de Borrell de Osona. Sunifredo los rigió hasta que murió hacia 848, quizás asesinado por hombres fieles a Guillermo II de Tolosa, hijo de Bernardo de Septimania, conde ejecutado el 844 en Tolosa por haberse rebelado contra el rey Carlos el Calvo, al que Sunifredo se había mantenido leal.
Tras la muerte de Sunifredo, los dos condados fueron regidos por el conde Salomón de Urgel-Cerdaña (848-870), de quien no sabemos casi nada por escasez de documentación. En 870, Carlos el Calvo concedió los condados de Urgel y Cerdaña a Wifredo el Velloso, seguramente hijo de Sunifredo de Urgel-Cerdaña; ocho años después, en 878, Wilfredo el Velloso recibió de Luis el Tartamudo las investiduras de los condados de Barcelona y Gerona.

## La dinastía de Cerdaña
La muerte del rey Luis el Tartamudo (879) señaló el principio de la disgregación del Imperio carolingio; durante el último cuarto del siglo IX, los reyes francos perdieron el poder y, en todas partes del antiguo imperio, los condes y gobernantes locales dejaron de ser unos funcionarios que el rey nombraba y destituía a su voluntad por erigirse en pequeños soberanos que habían convertido sus cargos en hereditarios y, en consecuencia, habían originado dinastías.
Por eso, a la muerte de Wifredo el Velloso (897) sus hijos —Wifredo Borrell, Miró, Sunifredo y Suñer— pasaron a gobernar conjuntamente todos los dominios de su padre, administrándolos bajo presidencia del primogénito, Wifredo Borrell. Aunque pronto, cuando cada uno de los condes cogobernantes tuvo descendencia, hizo falta abandonar la idea de herencia conjunta y, entonces, cada hijo transmitió individualmente a sus herederos la parte del conjunto condal que regía: Wifredo Borrell y Suñer, Barcelona, Gerona y Osona; Sunifredo, Urgel; y Miró, Cerdaña, Conflent y Berga. Este reparto de la herencia de Wifredo el Velloso tuvo como consecuencia la separación de los condados de Urgel y Cerdaña, que habían estado unidos durante todo el siglo IX; la evolución posterior de la historia de las dinastías condales hizo que esta separación fuese irreversible. Por otra parte, al condado de Cerdaña fueron anexionados los pagi de Berga, Conflent, Fenolleda y Capcir; además, a la muerte del conde Radulfo de Besalú, acontecida entre los años 913 y 920, el conde Miró de Cerdaña se anexionó el condado de Besalú.
A la muerte de Miró (927), sus condados pasaron a sus hijos en régimen de cogobierno indiviso, pero, como eran menores de edad, ejerció la regencia su madre la condesa viuda Ava, hasta que, hacia el 941, al hacerse mayores de edad, asumieron plenamente las funciones condales: el primogénito, Sunifredo (927-965), tomó el gobierno de Cerdaña, Wifredo II, subordinado a Sunifredo, fue conde de Besalú (927-957), Oliba Cabreta colaboró con Sunifredo en el gobierno de Cerdaña, y Miró Bonfill se hizo eclesiástico.
Tras las muertes de Wifredo II (957), asesinado a raíz de una revuelta en el condado, y de Sunifredo (965), posiblemente soltero, la nueva cabeza del linaje fue Oliba Cabreta; este gobernó Cerdaña y encomendó el condado de Besalú a Miró Bonfill (965-984) que, actuando como subordinado suyo, lo rigió incluso después de haber sido nombrado obispo de Gerona, en 971. Cuando murió Miró Bonfill (984), Oliba Cabreta quedó como único gobernante del condado de Cerdaña, que comprendía la Cerdaña, el Baridà, el valle de Ribes, el valle de Lillet, el Bergadá, Besalú, el Ripollés, el Vallespir, la plana alta del Rosellón desde Illa hasta Saint-Estève, el Conflent, la Fenolleda, el Capcir, el Donasà y Perapertusa.
En 988 Oliba Cabreta se retiró al monasterio de Montecasino, donde se hizo monje. Entonces, sus condados se los repartieron sus hijos Oliba (Ripoll y Berga), Wifredo II (Cerdaña y Conflent), y Bernat Tallaferro (Besalú). El 1002, Oliba se hizo monje en Ripoll; entonces Berga fue anexionada a la Cerdaña, y Ripoll a Besalú.

## La revolución feudal
En la Cerdaña, el conde Wifredo II (988-1035) abdicó y se hizo monje en San Martín del Canigó. Su hijo y sucesor Ramón Wifredo (1035-1068) entró en conflicto, de una parte, con los condes de Foix y los de Tolosa por el control del paso de Pimorent y, por otra, por su intento de crearse un dominio propio en la frontera de la Taifa de Lérida, con los condes Ramón Berenguer I de Barcelona y Armengol III de Urgel, a los cuales se alió Guillermo I el Graso de Besalú. Ramón Wifredo se enfrentó, además, con el obispo de Elna a causa de los expolios infligidos por el conde al monasterio de San Miguel de Cuixá por lo que Ramón Wifredo llegó a ser excomulgado. Esta situación bélica debilitó seriamente el poder condal; los nobles se aprovecharon vendiéndose al mejor postor. Así, si Ramón Wifredo consiguió sobornar el vizconde Mir Guillem de Urgel para que traicionara a Armengol III; también encontramos barones de la Cerdaña al servicio de Ramón Berenguer I de Barcelona, y de otros como el obispo Guillermo Wifredo de Urgel que, según le convenía, se mantenía fiel a su conde, Armengol III, o se aliaba con su hermano, Ramón Wifredo.
En este momento de marasmo político, en Cerdaña se produjo la revuelta del vizconde Bernardo Sunifredo. Sus dominios se encontraban en el área septentrional del condado, en el valle del Segre, en el Conflent y también en el Arieja donde, mediante adquisiciones, no muy claras, Bernardo Sunifredo se había hecho con un territorio propio con centro en Merencs, villa que había hecho poner bajo soberanía nominal de los condes de Tolosa, para sustraerse a la autoridad de Cerdaña.
En el siglo XI, el atractivo de la Cerdaña ya no es, como en la época de los luchas entre árabes y francos, su condición de reducto aislado y de fácil defensa, sino su situación geográfica, como lugar de paso obligado para dirigirse a Al-Ándalus desde las comarcas pirenaicas de la Galia. Entonces, el principal punto estratégico del condado era el paso de Pimorent, donde se cobraba peaje a los mercaderes que transitaban. El control de dicho paso, que ya había provocado luchas entre Ramón Wifredo y los condes de Foix y los de Tolosa, fue el motivo del alzamiento de Sunifredo. El vizconde, arbitrariamente, incorporó todo el valle de Querol hasta Iravals, donde se cobraba el peaje, a su dominio de Merencs. En un primer momento, parece como si el conde intentara imponerse. Ramón Wifredo consiguió obligar a Bernardo Sunifredo a comparecer delante de una asamblea de magnates, celebrada en Cornellà de Conflent el 28 de enero de 1047, donde el vizconde renunció a Iravals y admitió el dominio del conde de Cerdaña sobre sus posesiones de más allá del Pimorent, como Labra y Merencs. Además, por un posterior pacto de pacificación, el vizconde cedió a Ramón Wifredo su castillo alodial de Jóc en Conflent, para recuperarlo después junto con tres fortalezas más: Sant Martí d'Aravó, Miralles y Queralt, situadas en el valle del Segre, por las cuales, Bernardo Sunifredo juró fidelidad a Ramón Wifredo.
Aun así, apenas hubo tomado posesión de estas fortalezas, el vizconde debió sentirse bastante fuerte como para romper la fidelidad jurada y retomar las hostilidades, y así, además de hacer matar a dos leales importantes del conde, otorgó el castillo de Pellendia, en el Conflent, a enemigos de Ramón Wifredo; asoló los dominios de San Miguel de Cuixá; atacó por su cuenta el condado de Besalú, a pesar de existir una tregua con él, y, sobre todo, intentó apoderarse de nuevo de Iravals, pero, no pudiendo conseguirlo, decidió instaurar un peaje concurrente en Merencs, que arruinó el del conde en Iravals. Con el apoyo del vizconde de Berga y del de Fenolleda, así como del obispo Guillermo Wifredo, Bernardo Sunifredo debió fortalecer considerablemente su posición.
En un nuevo juicio, celebrado en Cornellá de Conflent en 1061, el vizconde consiguió ser readmitido a la fidelidad de Ramón Wifredo a cambio, únicamente, de devolver el castillo de Queralt, algunos feudos menores más y de indemnizar con mil sueldos a la condesa, conservando el control de los peajes de Pimorent que Ramón Wifredo, con el apoyo de los campesinos de Merencs contra la alianza de Bernardo Sunifredo con el conde de Foix, no consiguió recuperar hasta 1064. Esta victoria, que permitió a Ramón Wifredo extender su dominio de nuevo a la cara norte del Pimorent, no conllevó la restauración del poder condal en Cerdaña. Bernardo conservó no sólo el título de vizconde, sino también sus dominios, muy amplios en la región occidental del condado.
Tras la muerte de Bernardo Sunifredo, un hijo suyo, Ramón, recibió el tituló de vizconde de Cerdaña y otro, Bernardo Bernardo, el de vizconde de Urtx, con lo que esto suponía como mengua del poder condal, que no pudo conseguir aniquilar a su oponente. A pesar de la victoria del conde Guillermo Ramón I (1068-1095), hijo y sucesor de Ramón Wifredo (1035-1068), sobre el conde Guislaberto II de Rosellón en el conflicto por la posesión de Cuixà y de la iniciativa condal de la fundación de Villafranca de Conflent, entre 1088 y 1092, la dinastía vizcondal, protagonista de la revuelta nobiliaria en la Cerdaña, pudo consolidar sus posiciones en la parte occidental del condado. Además, la ausencia del conde Guillermo Jordán (1095-1109), que en 1101 marchó hacia Tierra Santa como cruzado, debilitó el poder condal.

## La anexión del condado a la corona Aragonesa
En Cerdaña, murió sin hijos el conde de Cerdaña Bernardo Guillermo (1109-1117), sucesor de su hermano Guillermo Jordà (1095-1109), muerto en Tierra Santa, después de haber dejado el gobierno del condado en 1101, sin transmitirse el título hasta 1117. Bernardo Guillermo instituyó como heredero del condado a Ramón Berenguer III conde de Barcelona. En esta situación, ya fuese por testamento o porque el conde Ramón Berenguer III de Barcelona, como primo hermano de Bernardo Guillermo, hijo de Sancha, hermana de Ramón Berenguer II, era su pariente más próximo, Cerdaña pasó al dominio del conde de Barcelona, sin ninguna oposición, fuera de la de Guillermo de Salsa, nieto de Enrique, hermano del conde Guillermo Ramón de Cerdaña (1068-1095).
Guillermo de Salsa reclamó sus derechos sobre el condado y así se generó un contencioso, no resuelto hasta 1134, gobernando ya Ramón Berenguer IV, hijo y sucesor de Ramón Berenguer III. Por la anexión de Cerdaña, los dominios del Casal de Barcelona acontecieron limítrofes de los de la casa condal de Foix; por este motivo, para alejarlo de posibles alianzas con Bernardo Ató o con Alfonso Jordàn de Tolosa, Ramón Berenguer III concertó el matrimonio del conde Roger III de Foix con Jimena, viuda de Bernardo III de Besalú.

## Los siglosXIIyXIII
A su muerte (1162), Ramón Berenguer IV dejó el condado de Cerdaña a su hijo Pedro, quien aun así, tenía que reconocer poseer el condado en feudo del primogénito Alfonso II de Aragón, apodado "el Casto". Pedro murió sin descendencia y, en aplicación del testamento paterno, el condado pasó a su hermano Sancho en 1181. En 1212, Pedro II de Aragón concedió el Rosellón en feudo a Nuño Sánchez. Desde entonces, Rosellón y Cerdaña formaron una unidad territorial. En 1223 murió el padre de Nuño y hermano menor de Alfonso II de Aragón, Sancho de Aragón, quien había gobernado Cerdaña desde 1168 en nombre de su hermano mayor, el Rey de Aragón. Tras la muerte de su descendiente Nuño Sánchez (que se hizo titular conde a partir de 1234) el año 1242 sin descendencia, los condados de Rosellón y Cerdaña volvieron a dominio del rey Jaime I el Conquistador.
Para proteger a los habitantes de Ix de los ataques de los condes de Tolosa, rivales suyos en Occitania, Alfonso II el Casto trasladó la villa a un lugar más apropiado, conocido como Montcerdà. Este fue el origen de Puigcerdà, fundada entre los años 1177 y 1178, localidad que heredó el papel de capital administrativa y militar de Cerdaña que, durante los siglos X y XI, Ix le había quitado a Llivia. Cerdaña fue invadida en 1198 por los cátaros, dirigidos por el conde Raimundo Roger I de Foix y por el vizconde Arnaldo I de Castellbó, que causaron muchos daños, especialmente en las iglesias.[cita requerida]
Entre 1223 y 1226, Nuño Sánchez tuvo que combatir contra los intentos del vizconde de Bearne, Guillermo II de Moncada, de arrebatar el condado a la Casa de Aragón; entre 1231 y 1233 fue el conde Roger Bernardo II de Foix, heredero de la antigua casa vizcondal de Cerdaña, quien intentó tomar el condado al tenente Nuño Sánchez. Para poder disponer de un centro administrativo en Baridà y tener una plaza fuerte frente al Condado de Urgel, en 1225 Nuño Sánchez hizo construir el núcleo de Bellver de Cerdaña, al que otorgó una carta de población inspirada en la que Alfonso II de Aragón había concedido a Puigcerdá en el momento de su fundación. Luis VIII de Francia concedió a Nuño Sánchez en feudo vitalicio la Fenolleda y el Perapertusa (1226), dominios que el ya conde de Cerdaña vendió a Luis IX en 1239.

## El reino de Mallorca
A la muerte de Jaime I de Aragón (1276), el condado de Cerdaña, con la excepción del territorio del antiguo condado de Berga, pasó a dominio de Jaime II de Mallorca. Los reyes de Mallorca mantuvieron la jurisdicción de veguerías y subveguerías, existentes en el condado: Cerdaña y Baridà, valle de Ribes, Conflent y Capcir. Seguramente, durante el periodo mallorquín (1276-1344), los territorios del Sabartés y del Donasá ya habían dejado de formar parte del condado de Cerdaña.

## La gobernación de los condados de Rosellón y Cerdaña
En 1344, Pedro IV de Aragón incorporó el Reino de Mallorca a sus dominios. Al mismo tiempo instituyó la Gobernación de los Condados de Rosellón y Cerdaña, con capital en Perpiñán y que incluía los territorios continentales del antiguo reino mallorquín, autónoma como otras instituciones creadas por el Ceremonioso para los diferentes estados de la Corona de Aragón, como las Diputaciones del General. En el siglo XV, las tensiones políticas de los territorios que conformarían Cataluña llevaron al estallido de la Guerra de los Remensas (1462-1472), en la que la Diputación del General del Principado de Cataluña se rebeló contra Juan II de Aragón. Entonces, para poder conseguir la ayuda de Luis XI de Francia contra los rebeldes, Juan II firmó en 1462 el Tratado de Bayona, en virtud del cual cedía al rey de Francia los condados de Rosellón y Cerdaña a cambio de recibir armas y dinero. En 1463, Luis XI ocupó los condados, territorios desde los que a partir de 1472, y cuando la guerra ya se había acabado en el resto de Cataluña, empezó a extenderse la revuelta contra los franceses. Así, Damián Descatllar tomó la Torre Cerdana en 1474 e intentó apoderarse de Puigcerdá en 1477. Esta dominación francesa finalizó con el Tratado de Barcelona (1493) por el cual Carlos VIII de Francia aceptó restituir los condados a Fernando II de Aragón, apodado el Católico.

## El fin del condado de Cerdaña
El Tratado de los Pirineos (1659) significó la cesión a Francia de la totalidad del Rosellón y de la mitad de la Cerdaña. El Tratado de Ceret de 1660 estableció la división de la Cerdaña, incorporando a Francia el valle de Querol, la Torre Cerdana y el territorio que comunicaba este valle con el Capcir y el Conflent. El Tratado de Ceret significó el fin del condado de Cerdaña; la parte francesa (Alta Cerdaña) se integró dentro de la provincia de Rosellón (Roussillon) formando una veguería con capital en Sallagosa (Saillagouse), mientras que la parte española (Baja Cerdaña) continuó formando parte de la veguería de Puigcerdá, que se convertiría en el “corregiduría de Puigcerdá” en 1716 a raíz de los Decretos de Nueva Planta.

## Condes de Cerdaña
Condes de Aragón, Barcelona, Urgel y Cerdaña nombrados por los reyes francos:
- Borrell de Osona (798-812)
- Aznar I Galíndez (812-832)
- Galindo I Aznárez (832-834/835)
- Sunifredo I (834/835-848)
- Salomón de Urgel-Cerdaña (848-870)
- Wifredo el Velloso (870-897)

Dinastía de Cerdaña:
- Miró II de Cerdaña (897-927)
- Sunifredo II de Cerdaña (927-968)
- Oliba Cabreta (968-988)
- Miró III de Cerdaña (968-984)
- Ermengarda de Cerdaña (984-988), esposa de Oliba Cabreta, regente
- Wifredo II de Cerdaña (988-1035)
- Ramón Wifredo (1035-1068)
- Guillermo Ramón (1068-1094)
- Guillermo Jordán (1094-1109)
- Bernardo Guillermo (1109-1111)
- Dulce de Provenza (1112-1113)

Condes de Barcelona:
- Ramón Berenguer III de Barcelona (1113-1131)
- Ramón Berenguer IV de Barcelona (1131-1162)

Reyes de Aragón:
- Alfonso II de Aragón (1168-1196), que cede, como rey de Aragón, conde de Barcelona, de Provenza, de Rosellón, de Cerdaña y del Bajo Pallás, el gobierno de Cerdaña a:

- Sancho I de Cerdaña (1168-1212). En 1212 Pedro II de Aragón otorga el señorío sobre Cerdaña al hijo  de Sancho:
- Nuño Sánchez (1212-1242, a título de conde desde 1234); a su muerte el condado revierte a:

- Jaime I de Aragón (1242-1276), rey de Aragón, de Valencia, de Mallorca; conde de Barcelona, de Rosellón y Cerdaña, y señor de Montpellier.

Reyes de Mallorca:
- Jaime II de Mallorca (desde 1276, el condado de Cerdaña se integra en el Reino de Mallorca).
- Sancho I de Mallorca (1311-1324)
- Jaime III de Mallorca (1324-1349) a su muerte, Cerdaña, junto con todo el reino de Mallorca, vuelve a pertenecer al rey de Aragón.

Reyes de Aragón:
- Pedro IV el Ceremonioso, rey de Aragón, de Valencia, de Mallorca, de Cerdeña y Córcega; conde de Barcelona, de Ampurias, de Rosellón y Cerdaña; y duque de Atenas y Neopatria. A él siguieron los descendientes de esta casa real hasta Juan II de Aragón, quien cede Cerdaña, por el Tratado de Bayona, a Luis XI de Francia.